# Marcello (nome)
Marcello  è un nome proprio di persona italiano maschile.

## Varianti
- Maschili:
  - Alterati: Marcellino[1]
- Femminili: Marcella[4]

### Varianti in altre lingue
- Albanese: Marçeli
- Basco: Martzel[2]
- Catalano: Marcel[2]
- Ceco: Marcel[2]
- Croato: Marcel
- Francese: Marcel[2][3]
- Greco moderno: Μάρκελλος (Markellos)
- Latino: Marcellus[1][2][3][4][5]
- Olandese: Marcel[2]
- Polacco: Marceli[2], Marcel[2]
- Portoghese: Marcelo[2][3]
  - Alterati: Marcelinho[2]
- Rumeno: Marcel[2][3]
- Russo: Маркелл (Markell)
- Serbo: Марцел (Marcel)
- Slovacco: Marcel[2]
- Sloveno: Marcel
- Spagnolo: Marcelo[2][3]
- Tedesco: Marcellus[2], Marcel[2][3], Marcell[2], Marzell[2]
- Ungherese: Marcel[2]

## Origine e diffusione

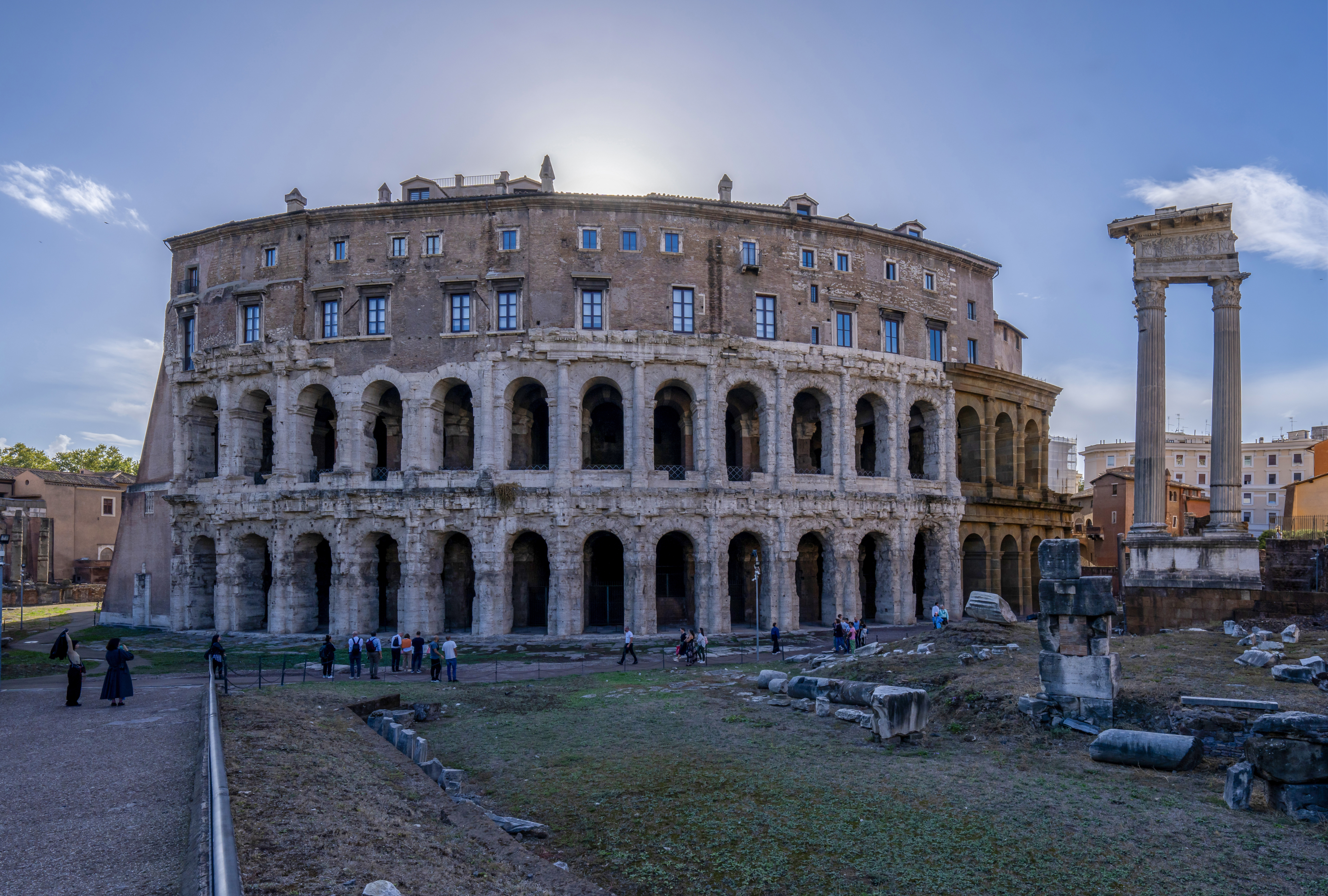
Il Teatro Marcello

Deriva dal cognomen romano Marcellus, tipico della gens Claudia, che era un vezzegiativo del praenomen Marcus (che, probabilmente, è un nome teoforico riferito a Marte). 
Venne riportato in voga in epoca rinascimentale, e ad oggi, in Italia, risulta diffuso in tutta la penisola, specie nel Lazio e in Toscana.

## Onomastico

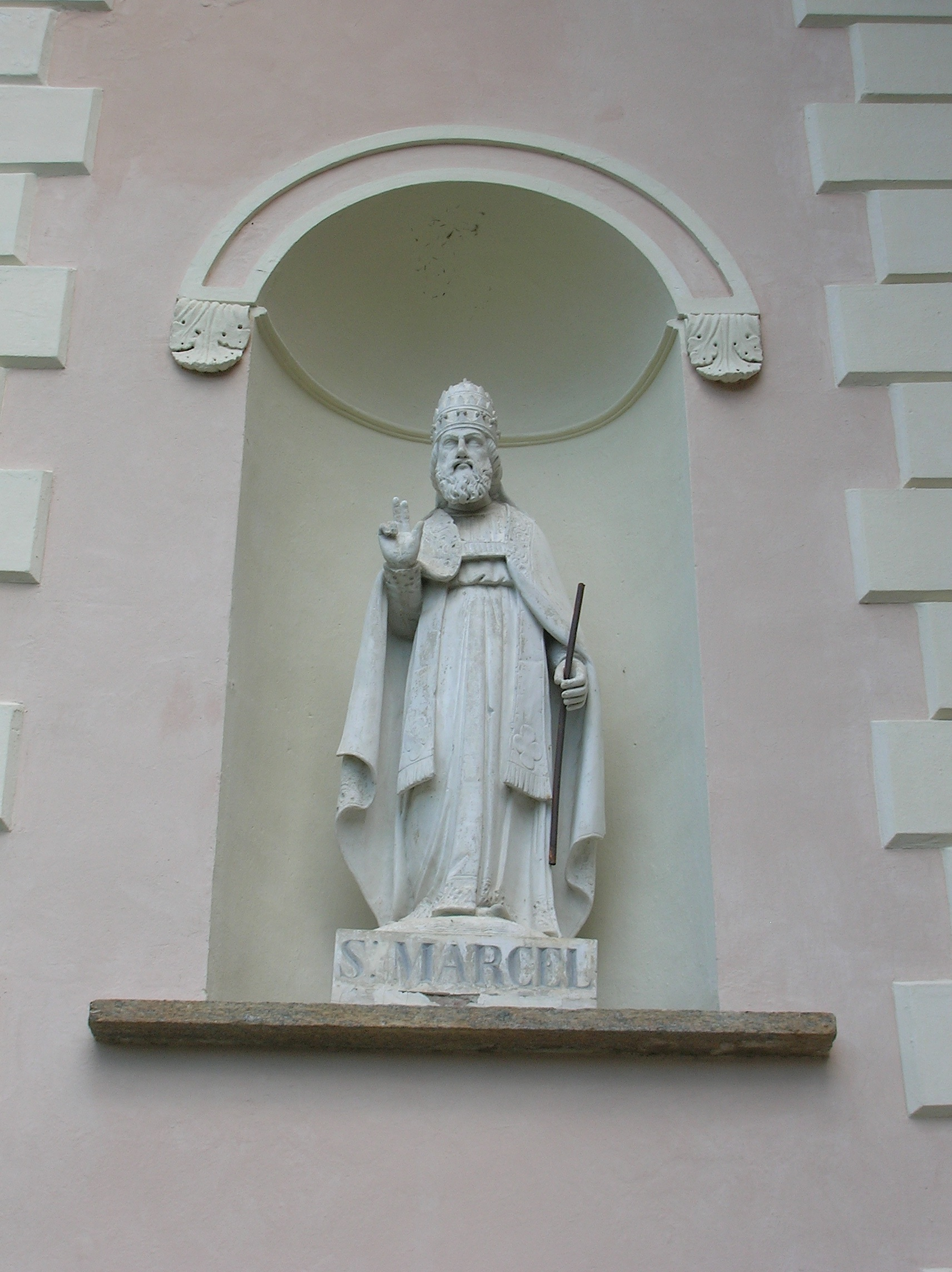
Papa Marcello I

L'onomastico può essere festeggiato in memoria di più santi, alle date seguenti:
- 16 gennaio, san Marcello I, papa[7]
- 17 gennaio, san Marcello, vescovo di Die[7]
- 19 gennaio, beato Marcelo Spínola y Maestre, arcivescovo di Siviglia[7]
- 19 marzo, beato Marcel Callo, martire a Mauthausen[7]
- 14 agosto, san Marcello, vescovo di Apamea e martire[7]
- 7 ottobre, san Marcello, martire a Capua[7]
- 30 ottobre, san Marcello, centurione martire a Tangeri[7]
- 1º novembre, san Marcello, vescovo di Parigi[7]
- 29 dicembre, san Marcello l'Acemeta, abate a Costantinopoli[7]

## Persone

Marcello Mastroianni

- Marco Claudio Marcello, console romano
- Marcello I, papa e santo
- Marcello II, papa
- Marcello Amero d'Aste Stella, marchese, ammiraglio e politico italiano
- Marcello Cesena, attore, comico e regista italiano
- Marcello De Martino, direttore d'orchestra italiano
- Marcello Foa, giornalista e scrittore italiano
- Marcello Fois, scrittore, commediografo e sceneggiatore italiano
- Marcello Lippi, calciatore e allenatore di calcio italiano
- Marcello Malpighi, medico, anatomista e fisiologo italiano
- Marcello Marchesi, comico, sceneggiatore, regista, paroliere e cantautore italiano
- Marcello Mastroianni, attore italiano
- Marcello Mazzarella, attore italiano
- Marcello Pera, filosofo e politico italiano
- Marcello Piacentini, architetto e urbanista italiano
- Marcello Prando, attore, doppiatore e direttore del doppiaggio italiano
- Marcello Simoni, scrittore italiano
- Marcello Tusco, attore e doppiatore italiano
- Marcello Veneziani, giornalista e saggista italiano

### Variante Marcelo
- Marcelo Álvarez, tenore argentino

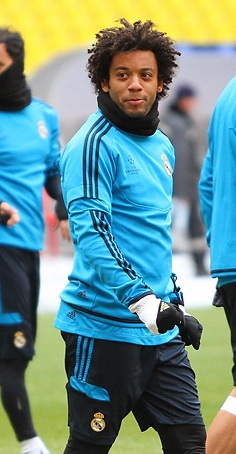
Marcelo Vieira da Silva Júnior

- Marcelo Brozović, calciatore croato
- Marcelo de Oliveira Santos, calciatore brasiliano
- Marcelo Larrondo, calciatore argentino
- Marcelo Otero, calciatore e procuratore sportivo uruguaiano
- Marcelo Ríos, tennista cileno
- Marcelo Salas, calciatore e dirigente sportivo cileno
- Marcelo Spínola y Maestre, cardinale e arcivescovo cattolico spagnolo
- Marcelo Vieira da Silva Júnior, calciatore brasiliano
- Marcelo Zalayeta, calciatore uruguaiano

### Variante Marcel

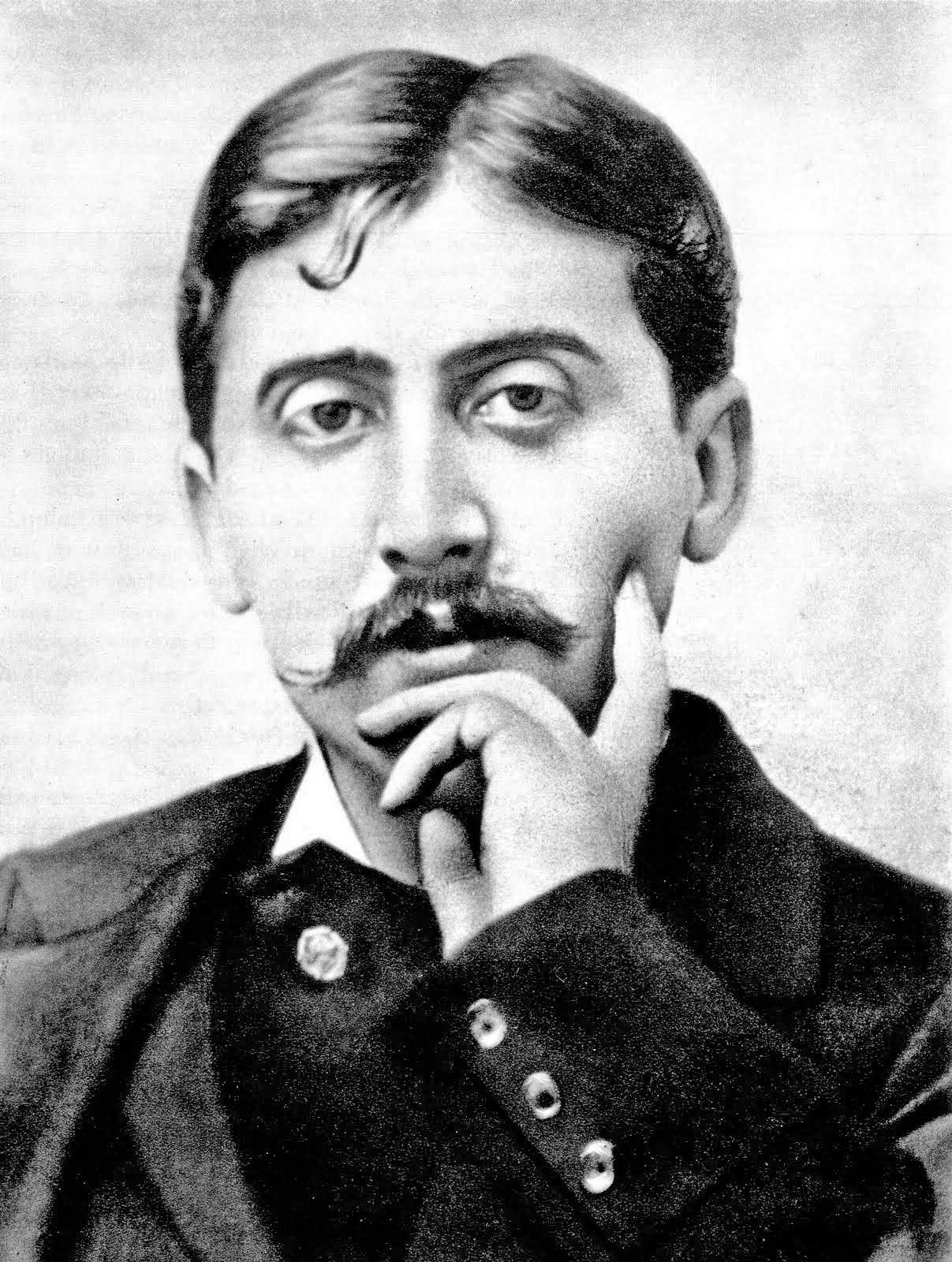
Marcel Proust

- Marcel Achard, scrittore e drammaturgo francese
- Marcel Allain, scrittore francese
- Marcel Aymé, scrittore francese
- Marcel Breuer, architetto e designer ungherese
- Marcel Buysse, ciclista su strada e pistard belga
- Marcel Carné, regista e sceneggiatore francese
- Marcel Cerdan, pugile francese
- Marcel Dassault, aviatore, ingegnere, imprenditore, politico e produttore cinematografico francese
- Marcel Déat, politico francese
- Marcel Desailly, calciatore francese
- Marcel Duchamp, pittore, scultore e scacchista francese naturalizzato statunitense
- Marcel Griaule, etnologo francese
- Marcel Jonker, attore, doppiatore, direttore del doppiaggio e traduttore olandese
- Marcel Langenegger, regista, attore e produttore cinematografico svizzero
- Marcel Marceau, attore teatrale e mimo francese
- Marcel Mauss, antropologo, sociologo e storico delle religioni francese
- Marcel Pagnol, scrittore, drammaturgo e regista francese
- Marcel Proust, scrittore, saggista e critico letterario francese
- Marcel Reich-Ranicki, critico letterario tedesco
- Marcel Schützenberger, matematico e pensatore francese

### Altre varianti
- Marcell Dareus, giocatore di football americano statunitense
- Marcellus Emants, scrittore olandese
- Marcell Jansen, calciatore tedesco
- Piermarcello Farinelli, rugbista a 15, allenatore di rugby a 15 e medico italiano

## Il nome nelle arti
- Marcello Rubini è il protagonista del film del 1960 "La dolce vita", diretto da Federico Fellini.
- Marcello è un personaggio della tragedia shakespeariana Amleto ed è stato interpretato da Jack Lemmon nel film del 1996 "Hamlet" diretto ed interpretato da Kenneth Branagh.
- Marcello Gallio è il protagonista del film storico del 1953, "La tunica" diretto da Henry Koster.
- Marcellino "Pane e Vino" è il piccolo protagonista del film del 1955 "Marcellino pane e vino", diretto da Ladislao Vajda.
- Marcelo è un personaggio del romanzo "i quattro cavalieri dell'apocalisse" di Vicente Blasco Ibáñez da cui sono stati tratti due film.
- Marcello Fontana è il protagonista della settima stagione della serie televisiva italiana Distretto di polizia.
- Marcel è un personaggio di "Ultimo tango a Parigi" film del 1972 diretto da Bernardo Bertolucci.
- Marcello è uno dei protagonisti del film " La grande abbuffata" film del 1973 diretto da Marco Ferreri.
- Marcello è un personaggio del film del 1945 "Roma città aperta" diretto da Roberto Rossellini.
- Marcello Mariani è il protagonista del film del 1947 Gioventù perduta diretto da Pietro Germi.
- Marcello è il protagonista del film del 2010 " La bellezza del somaro" diretto ed interpretato da Sergio Castellitto.
- Marcel Dunoff è un personaggio della telenovela argentina Rebelde Way prodotta tra il 2002 e il 2003 da Cris Morena.
- Marcellus Wallace è un personaggio del film del 1994 "Pulp Fiction", diretto da Quentin Tarantino.
- Marcel è un personaggio del film del 1976 "Invito a cena con delitto" diretto da Robert Moore.
- Marcello è un personaggio del film del 2004 "Sotto il sole della Toscana" diretto da Audrey Wells.
- Marcel è un personaggio del film del 2009 "Bastardi senza gloria" diretto da Quentin Tarantino.
- Marcello è un personaggio del film del 2010 "Maschi contro femmine" e protagonista del sequel del 2011 "Femmine contro Maschi" entrambi diretti da Fausto Brizzi.
- Marcello Colombo è un personaggio della soap opera italiana "Centovetrine".
- Marcello Cellai è un personaggio della serie televisiva italiana "L'isola".
- Marcello è il protagonista del film del 2014 "Confusi e felici" diretto da Massimiliano Bruno.
- Marcello Basile è un personaggio della soap opera italiana "Un posto al sole".
- Marcellus "Marcel" Gerard è un personaggio della serie televisiva statunitense "The Originals".
- Marcello è uno dei due protagonisti del film del 2015 "Loro chi?" diretto da Fabio Bonifacci e Francesco Miccichè.
- Marcello Perfetti è il protagonista del film del 2015 " Babbo Natale non viene da nord" diretto ed interpretato da Maurizio Casagrande.
- Marcello Bertocchi è il coprotagonista del film del 2016 "Poveri ma ricchi" diretto da Fausto Brizzi.
- Marcello è un personaggio dell'opera La bohème di Giacomo Puccini.